# Hu Binyuan
Hu Binyuan (胡斌渊S, Hú BīnyuānP; Shanghai, 7 novembre 1977) è un tiratore a volo cinese.

## Palmarès

### Olimpiadi
- 1 medaglia:
  - 1 bronzo (Pechino 2008 nella doppia fossa olimpica)